# Юго Аарне Пеккалайнен
Юго Аарне Пеккалайнен (фін. Juho Aarne Pekkalainen, 20 травня 1895 — 19 березня 1958) — фінський яхтсмен.
Срібний призер Олімпійських Ігор 1912 року в класі 10 метрів.